# 大蓮
大蓮（おおはす／おばつじ）は、大阪府東大阪市の地名。
「大蓮」の読みは長らく「おばつじ」だったが、大蓮東1 - 5丁目、大蓮北1 - 4丁目、大蓮南1 - 5丁目の現行町名が実施された1971年（昭和46年）に「おおはす」に変更した。なお、「おばつじ」時代は大阪府下屈指の難読地名で知られた。

## 概要
古大和川本流にあたる長瀬川の中流左岸に位置する。
昭和30年代までは農地が広がっていたが、高度経済成長に伴う人口集中でベッドタウンとして開発され、現在はほぼ宅地化されている。宅地化が急速かつ無秩序に進んだことから地区内の道路は概ね狭隘であるが、条里制に由来する地割が現在でも残っている。
江戸期には渋川郡大蓮（おばつじ）村を形成。1889年（明治22年）4月1日より長瀬村大字大蓮、1937年（昭和12年）4月1日より布施市大蓮、1967年（昭和42年）2月1日より東大阪市大蓮となり、1971年（昭和46年）に現行町名となった。

## 地名の由来
中将姫が当地の大蓮池（渕側池とも）に群生する蓮で当麻曼荼羅を織ったとされる故事、または、当地にあった大蓮寺という臨済宗の寺院名に由来する。
大蓮池（おおはすち）、または、大蓮寺（おおはすじ）が「おばつじ」に変化したと考えられている。

## 大蓮東

### 世帯数と人口
2020年（令和2年）3月31日現在（東大阪市発表）の世帯数と人口は以下の通りである。
| 丁目         | 世帯数    | 人口    |
| ------------ | --------- | ------- |
| 大蓮東一丁目 | 439世帯   | 925人   |
| 大蓮東二丁目 | 442世帯   | 804人   |
| 大蓮東三丁目 | 395世帯   | 797人   |
| 大蓮東四丁目 | 562世帯   | 1,029人 |
| 大蓮東五丁目 | 687世帯   | 1,319人 |
| 計           | 2,525世帯 | 4,874人 |

人口の変遷
国勢調査による人口の推移。
| 1995年（平成7年）  | 6,660人 | [ 5 ] |  |
| 2000年（平成12年） | 6,088人 | [ 6 ] |  |
| 2005年（平成17年） | 5,628人 | [ 7 ] |  |
| 2010年（平成22年） | 5,404人 | [ 8 ] |  |
| 2015年（平成27年） | 4,974人 | [ 9 ] |  |

世帯数の変遷
国勢調査による世帯数の推移。
| 1995年（平成7年）  | 2,524世帯 | [ 5 ] |  |
| 2000年（平成12年） | 2,491世帯 | [ 6 ] |  |
| 2005年（平成17年） | 2,407世帯 | [ 7 ] |  |
| 2010年（平成22年） | 2,424世帯 | [ 8 ] |  |
| 2015年（平成27年） | 2,320世帯 | [ 9 ] |  |

### 学区
市立小・中学校に通う場合、学区は以下の通りとなる（2019年4月時点）。なお、三丁目とご丁目の全域と四丁目の一部は調整区域である。
| 丁目         | 番・番地等 | 小学校                                      | 中学校                                    |
| ------------ | ---------- | ------------------------------------------- | ----------------------------------------- |
| 大蓮東一丁目 | 全域       | 東大阪市立長瀬東小学校                      | 東大阪市立金岡中学校                      |
| 大蓮東二丁目 | 全域       | 東大阪市立長瀬東小学校                      | 東大阪市立金岡中学校                      |
| 大蓮東三丁目 | 全域       | 東大阪市立大蓮小学校 東大阪市立長瀬東小学校 | 東大阪市立長瀬中学校 東大阪市立金岡中学校 |
| 大蓮東四丁目 | 1～11番    | 東大阪市立大蓮小学校 東大阪市立長瀬東小学校 | 東大阪市立長瀬中学校 東大阪市立金岡中学校 |
| 大蓮東四丁目 | 12～15番   | 東大阪市立長瀬東小学校                      | 東大阪市立金岡中学校                      |
| 大蓮東五丁目 | 全域       | 東大阪市立大蓮小学校 東大阪市立長瀬東小学校 | 東大阪市立長瀬中学校 東大阪市立金岡中学校 |

### 事業所
2016年（平成28年）現在の経済センサス調査による事業所数と従業員数は以下の通りである。
| 丁目         | 事業所数  | 従業員数 |
| ------------ | --------- | -------- |
| 大蓮東一丁目 | 20事業所  | 123人    |
| 大蓮東二丁目 | 46事業所  | 182人    |
| 大蓮東三丁目 | 49事業所  | 284人    |
| 大蓮東四丁目 | 43事業所  | 356人    |
| 大蓮東五丁目 | 35事業所  | 174人    |
| 計           | 193事業所 | 1,119人  |

## 大蓮北

### 世帯数と人口
2020年（令和2年）3月31日現在（東大阪市発表）の世帯数と人口は以下の通りである。
| 丁目         | 世帯数    | 人口    |
| ------------ | --------- | ------- |
| 大蓮北一丁目 | 252世帯   | 478人   |
| 大蓮北二丁目 | 552世帯   | 1,062人 |
| 大蓮北三丁目 | 730世帯   | 1,582人 |
| 大蓮北四丁目 | 523世帯   | 1,092人 |
| 計           | 2,057世帯 | 4,214人 |

人口の変遷
国勢調査による人口の推移。
| 1995年（平成7年）  | 5,157人 | [ 5 ] |  |
| 2000年（平成12年） | 4,824人 | [ 6 ] |  |
| 2005年（平成17年） | 4,663人 | [ 7 ] |  |
| 2010年（平成22年） | 4,460人 | [ 8 ] |  |
| 2015年（平成27年） | 4,342人 | [ 9 ] |  |

世帯数の変遷
国勢調査による世帯数の推移。
| 1995年（平成7年）  | 1,822世帯 | [ 5 ] |  |
| 2000年（平成12年） | 1,792世帯 | [ 6 ] |  |
| 2005年（平成17年） | 1,798世帯 | [ 7 ] |  |
| 2010年（平成22年） | 1,815世帯 | [ 8 ] |  |
| 2015年（平成27年） | 1,812世帯 | [ 9 ] |  |

### 学区
市立小・中学校に通う場合、学区は以下の通りとなる（2019年4月時点）。
| 丁目         | 番・番地等 | 小学校                 | 中学校               |
| ------------ | ---------- | ---------------------- | -------------------- |
| 大蓮北一丁目 | 全域       | 東大阪市立長瀬南小学校 | 東大阪市立長瀬中学校 |
| 大蓮北二丁目 | 全域       | 東大阪市立長瀬南小学校 | 東大阪市立長瀬中学校 |
| 大蓮北三丁目 | 全域       | 東大阪市立長瀬南小学校 | 東大阪市立長瀬中学校 |
| 大蓮北四丁目 | 全域       | 東大阪市立長瀬南小学校 | 東大阪市立長瀬中学校 |

### 事業所
2016年（平成28年）現在の経済センサス調査による事業所数と従業員数は以下の通りである。
| 丁目         | 事業所数  | 従業員数 |
| ------------ | --------- | -------- |
| 大蓮北一丁目 | 24事業所  | 188人    |
| 大蓮北二丁目 | 81事業所  | 247人    |
| 大蓮北三丁目 | 71事業所  | 300人    |
| 大蓮北四丁目 | 38事業所  | 228人    |
| 計           | 214事業所 | 963人    |

## 大蓮南

### 世帯数と人口
2020年（令和2年）3月31日現在（東大阪市発表）の世帯数と人口は以下の通りである。
| 丁目         | 世帯数    | 人口    |
| ------------ | --------- | ------- |
| 大蓮南一丁目 | 641世帯   | 1,174人 |
| 大蓮南二丁目 | 634世帯   | 1,282人 |
| 大蓮南三丁目 | 220世帯   | 452人   |
| 大蓮南四丁目 | 800世帯   | 1,736人 |
| 大蓮南五丁目 | 393世帯   | 916人   |
| 計           | 2,688世帯 | 5,560人 |

人口の変遷
国勢調査による人口の推移。
| 1995年（平成7年）  | 7,400人 | [ 5 ] |  |
| 2000年（平成12年） | 6,910人 | [ 6 ] |  |
| 2005年（平成17年） | 6,378人 | [ 7 ] |  |
| 2010年（平成22年） | 6,055人 | [ 8 ] |  |
| 2015年（平成27年） | 5,599人 | [ 9 ] |  |

世帯数の変遷
国勢調査による世帯数の推移。
| 1995年（平成7年）  | 2,449世帯 | [ 5 ] |  |
| 2000年（平成12年） | 2,508世帯 | [ 6 ] |  |
| 2005年（平成17年） | 2,454世帯 | [ 7 ] |  |
| 2010年（平成22年） | 2,423世帯 | [ 8 ] |  |
| 2015年（平成27年） | 2,381世帯 | [ 9 ] |  |

### 学区
市立小・中学校に通う場合、学区は以下の通りとなる（2019年4月時点）。
| 丁目         | 番・番地等 | 小学校               | 中学校               |
| ------------ | ---------- | -------------------- | -------------------- |
| 大蓮南一丁目 | 全域       | 東大阪市立大蓮小学校 | 東大阪市立長瀬中学校 |
| 大蓮南二丁目 | 全域       | 東大阪市立大蓮小学校 | 東大阪市立長瀬中学校 |
| 大蓮南三丁目 | 全域       | 東大阪市立大蓮小学校 | 東大阪市立長瀬中学校 |
| 大蓮南四丁目 | 全域       | 東大阪市立大蓮小学校 | 東大阪市立長瀬中学校 |
| 大蓮南五丁目 | 全域       | 東大阪市立大蓮小学校 | 東大阪市立長瀬中学校 |

### 事業所
2016年（平成28年）現在の経済センサス調査による事業所数と従業員数は以下の通りである。
| 丁目         | 事業所数  | 従業員数 |
| ------------ | --------- | -------- |
| 大蓮南一丁目 | 42事業所  | 123人    |
| 大蓮南二丁目 | 36事業所  | 126人    |
| 大蓮南三丁目 | 13事業所  | 45人     |
| 大蓮南四丁目 | 36事業所  | 202人    |
| 大蓮南五丁目 | 66事業所  | 262人    |
| 計           | 193事業所 | 758人    |

## 施設等
- 金岡公園(大蓮東1丁目)
- 布施警察署大蓮交番(大蓮東2丁目)

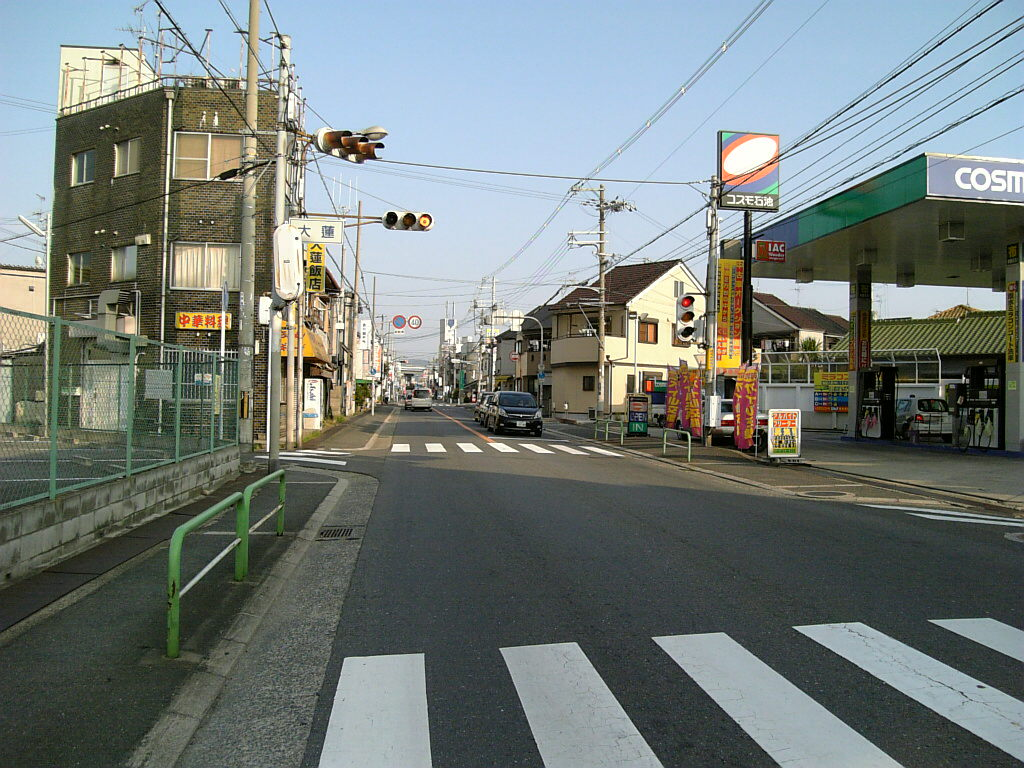
大蓮交差点
（大阪府道173号大阪八尾線）

- 東大阪市消防局西消防署大蓮出張所(大蓮東2丁目)
- 東大阪市立長瀬東小学校(大蓮東2丁目)
- 東大阪大蓮郵便局(大蓮北2丁目)
- 東大阪市立長瀬南小学校(大蓮北4丁目)
- 永和図書館大蓮分室(大蓮北4丁目)
- 東大阪市立長瀬中学校(大蓮北4丁目)
- 久宝寺緑地(大蓮南3丁目)
- 東大阪市立大蓮小学校(大蓮南5丁目)

## 交通
- 近鉄大阪線 弥刀駅、久宝寺口駅
- JR西日本おおさか東線 衣摺加美北駅
- 近畿自動車道 八尾インターチェンジ
- 大阪府道2号大阪中央環状線
- 大阪府道173号大阪八尾線

## その他

### 日本郵便
- 集配担当する郵便局と郵便番号は以下の通りである[14]。

| 町丁   | 郵便番号 | 郵便局     |
| ------ | -------- | ---------- |
| 大蓮東 | 577-0824 | 布施郵便局 |
| 大蓮北 | 577-0826 | 布施郵便局 |
| 大蓮南 | 577-0825 | 布施郵便局 |